# Бруклинский ботанический сад
Бруклинский ботанический сад (англ. Brooklyn Botanic Garden, BBG) — ботанический сад в Нью-Йорке (США). Открыт в 1910 году.

## История
Бруклинский ботанический сад основан в 1910 году, но первые земли для него площадью в 39 акров были зарезервированы ещё 1897 году. Первым директором был Чарльз Стюарт Гейджер (Dr. Charles Stuart Gager). Специальная детская образовательная программа и Детский сад (Children’s Garden) начали действовать в 1914 году, а Японский садик (Japanese Hill-and-Pond Garden, архитектор Такео Сиота) открылся в 1915 году. В 1916 был заложен Сад камней (Rock Garden).
Для поддержания всех функций сада в 1917 году начали действовать специальные корпуса лабораторий (Laboratory Building и Conservatory, ныне используемые как Административное здание и Оранжерея Пальм — Palm House). В 1925 году саду были пожертвованы тридцать два карликовых дерева в горшках (бонсаи), ставшие началом современной их коллекции. В том же году открывается Сад Шекспира (Shakespeare Garden), подарок от Генри Фолджера (Henry C. Folger). В 1939 году открывается Осборн-сад (The Osborne Garden), пожертвование от миссис Элизабет Осборн (Mrs. Sade Elisabeth Osborne). В 1945 году была опубликована первая книга из серии по садоводству: Lilies and Their Culture. В 1955 году заложен Fragrance Garden (дизайнер и архитектор Alice R. Ireys).
В 1980 году получен подарок из города Токио: 500-летний каменный фонарь Сёгуна (Shogun lantern), который был установлен в Японский садик. В 1652 году японский феодал Ками Нобутеро (Kami Nobuteru) установил этот 3-тонный каменный фонарь высотой в 10 футов в честь сёгуната Токугава. Подарок был посвящён двадцатилетию установлению побратимских связей между Нью-Йорком и Токио. В 1989 году закончено строительство здания образовательного центра (Education Building) и ремонт Оранжереи Пальм (Palm House). В 1992 году обновлён Сад камней, а на улице Монтгомери (109 Montgomery Street) открылся Научный центр (Science Center). Тогда же Сад презентовал первую награду за достижения в области охраны окружающей среды (Better Earth Award). В 1996 году открыт Сад открытий (Discovery Garden) и запущен официальный веб-сайт Бруклинского ботанического сада — bbg.org.
В 2000 году совместно с Ратгерским университетом был основан Центр городской восстановительной экологии (Center for Urban Restoration Ecology, CURE) и заложен Флорилегиум (BBG Florilegium). В 2002 году Бруклинский ботанический сад стал офисом для BGCI (U.S. office of Botanic Garden Conservation International). В 2003 году учреждена Бруклинская Академия (Brooklyn Academy of Science and the Environment, BASE). В 2010 году Сад отмечал свой 100-летний юбилей.

## Адрес
- США, Нью-Йорк, Бруклин (900 Washington Avenue, Brooklyn, NY 11225)

## Галерея

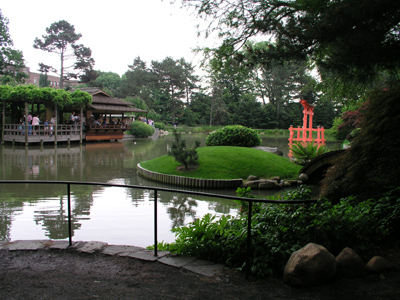
Японский сад Hill-and-Pond
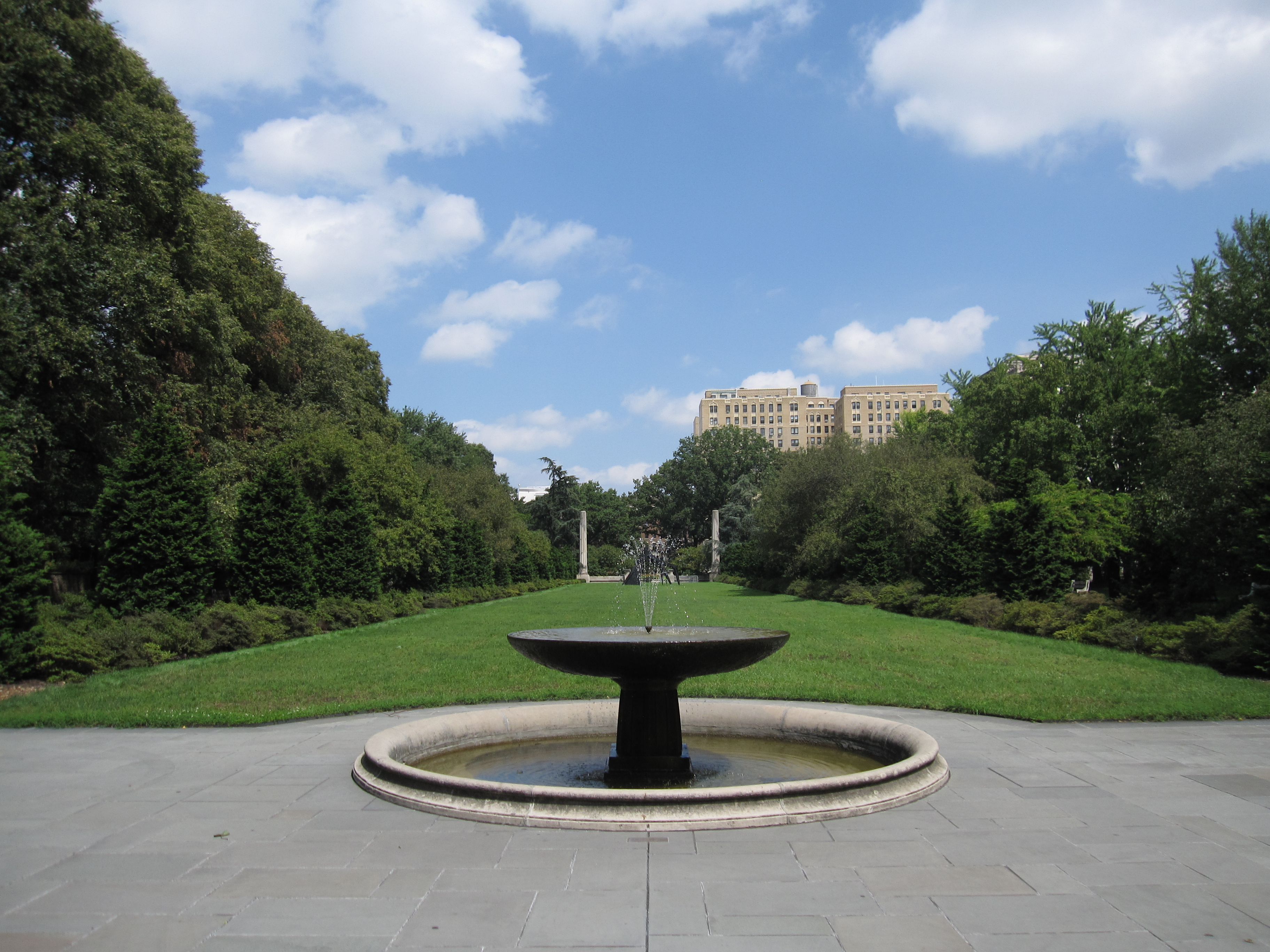
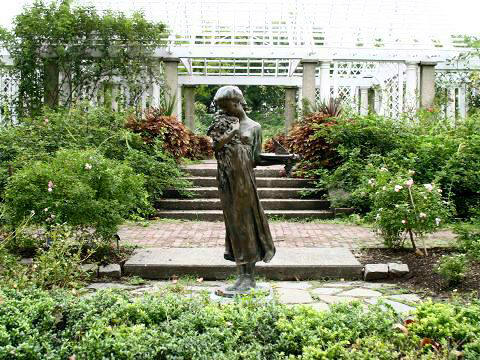
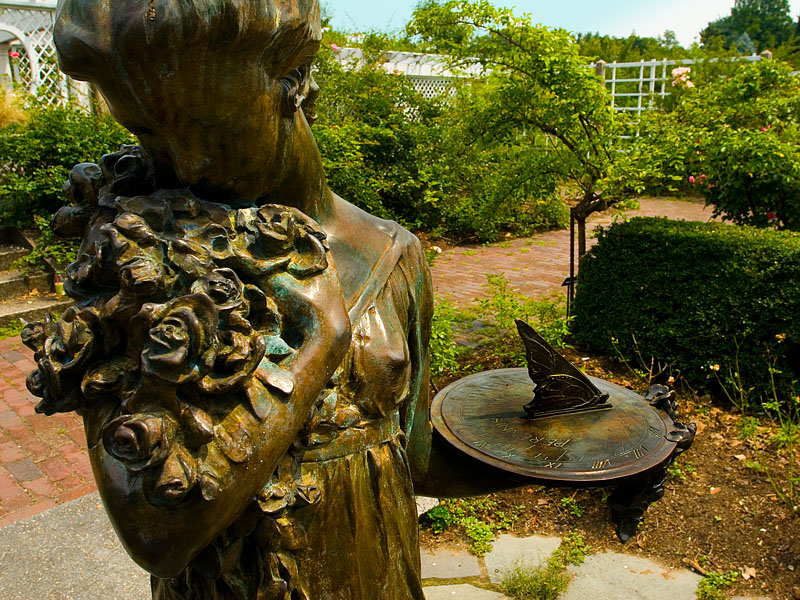
Скульптура в саду Cranford Rose Garden
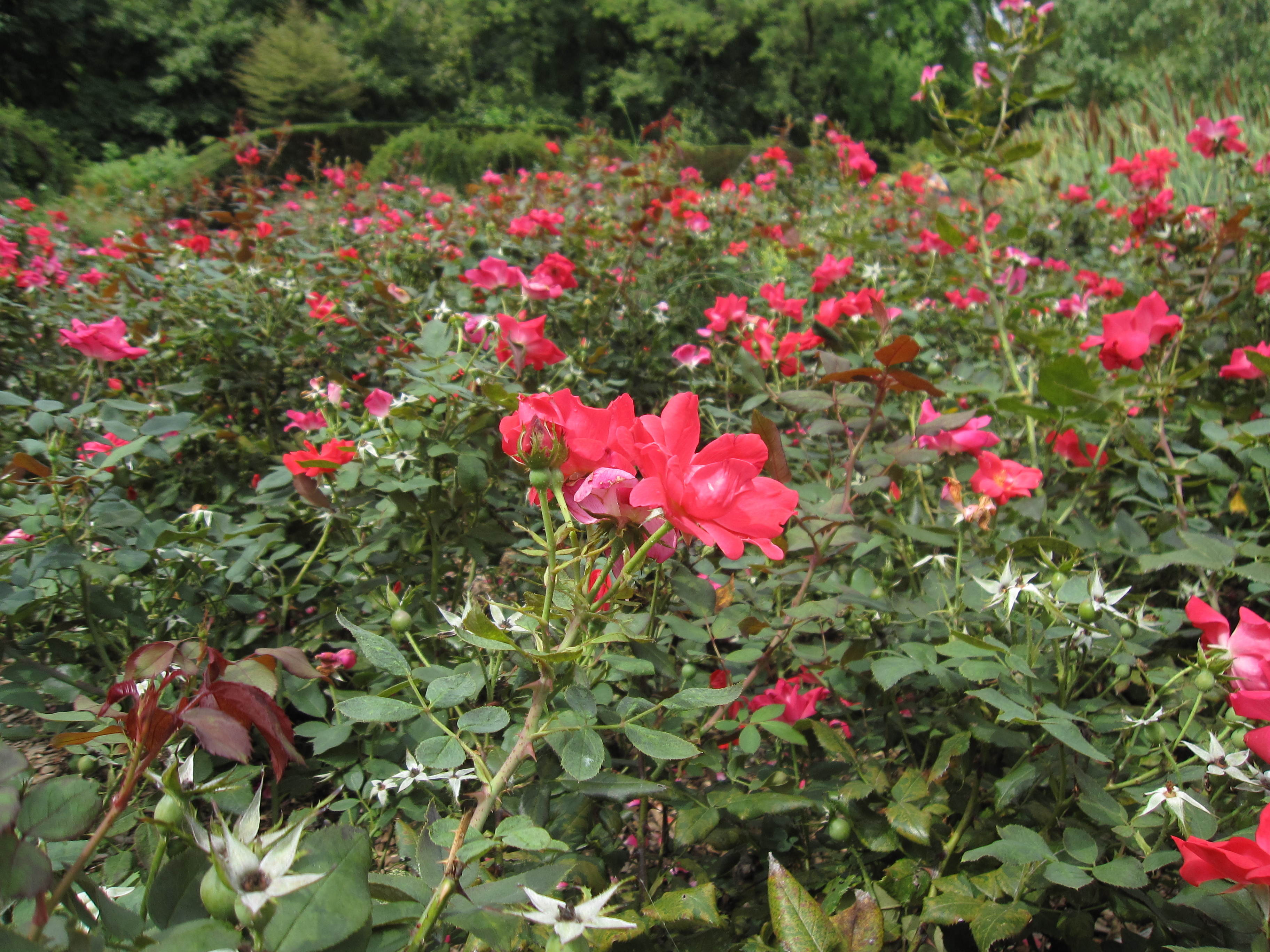
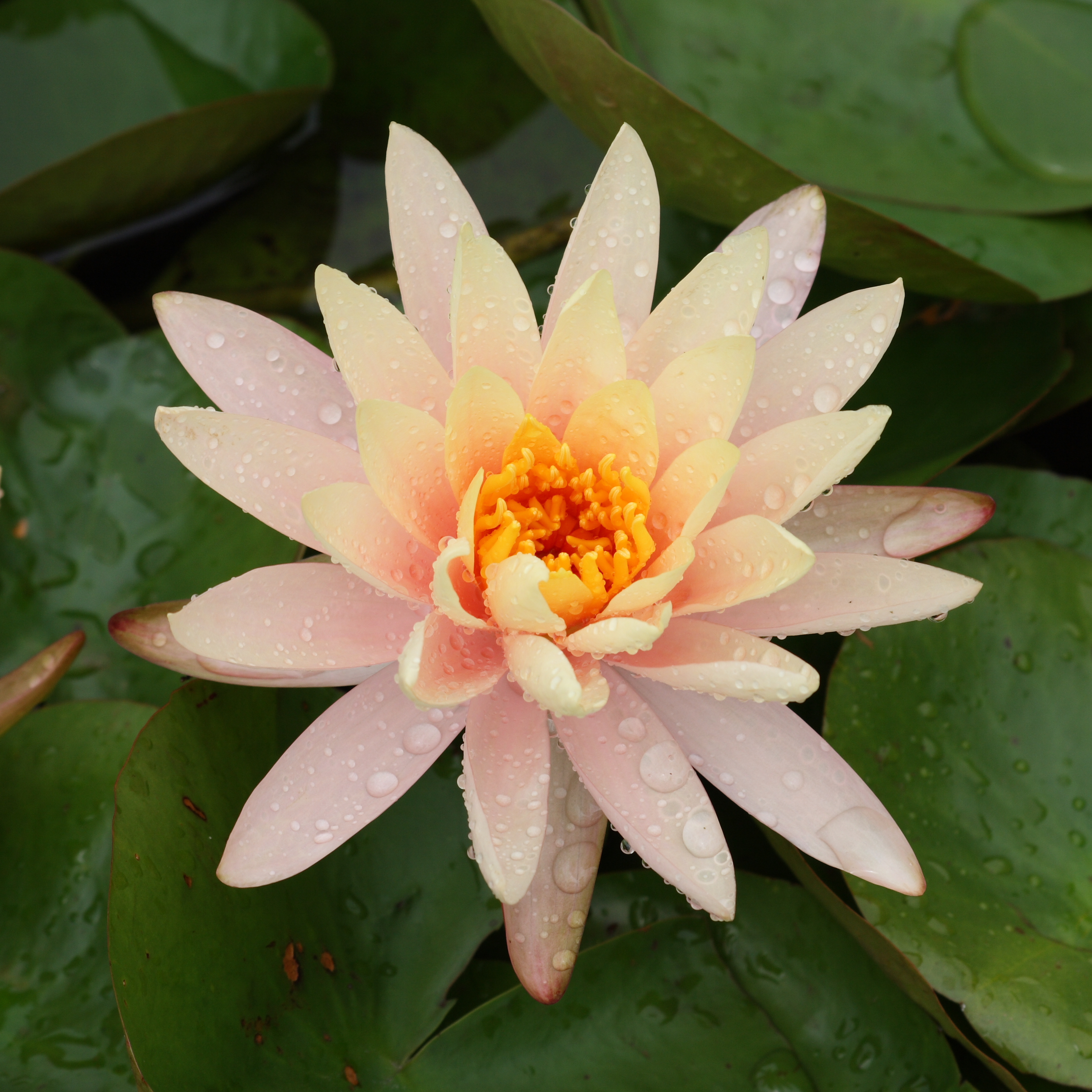
Кувшинка сорта 'Peach Glow'
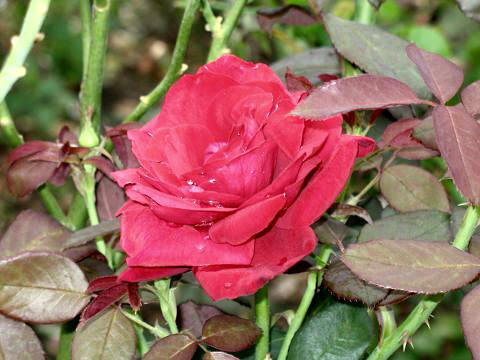
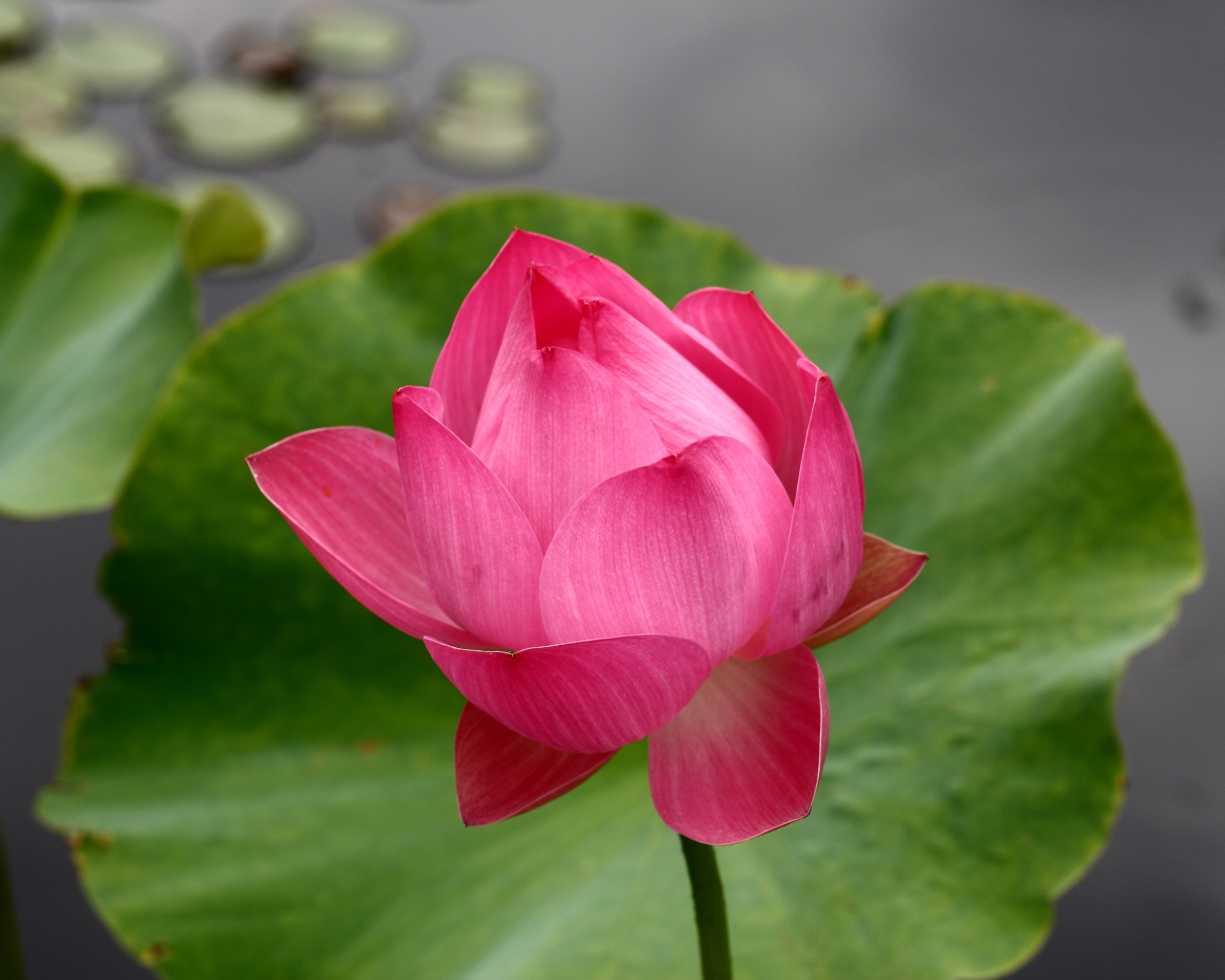
Лотос орехоносный сорта 'Maggie Belle Slocum'